# Шпиков
Шпи́ков — посёлок Тульчинского района Винницкой области.

## История
Впервые Шпиков упоминается в документах, датированных XVI веком как поселение Речи Посполитой.
В 1903 году Шпиков был местечком Брацлавского уезда Подольской губернии Российской империи, в котором насчитывалось 2387 жителей. Здесь действовали сахарный, пивоваренный, мыловаренный и кирпичный заводы, народное училище, больница, торговые лавки, две православные церкви, католическая каплица и синагога.
В ходе Великой Отечественной войны в 1941—1944 гг. Шпиков был оккупирован немецко-румынскими войсками (и включён в состав "Транснистрии").
В 1957 году в селе Шпиков действовали сахарный завод, кирпичный завод, маслозавод, средняя школа, начальная школа, две библиотеки и клуб.
В 1967-1968 годах терапевтом Шпиковской участковой больницы работал академик НАМН Украины, Герой Украины Василий Мороз.
В 1977 году крупнейшими предприятиями являлись сахарный завод и сепараторное отделение Тульчинского маслосырзавода.
В 1984 году здесь действовали сахарный, асфальтовый, кирпичный, деревообрабатывающий заводы, кафе, ресторан, дом быта и кинотеатр.
В январе 1989 года численность населения составляла 4285 человек.
В мае 1995 года Кабинет министров Украины утвердил решение о приватизации сахарного завода.
По состоянию на 1 января 2013 года численность населения составляла 3355 человек.

## Транспорт
Посёлок находится на шоссе Винница — Могилёв-Подольский (автомобильная дорога Т-0222), в 7 км от железнодорожной станции Рахны (на линии Жмеринка — Вапнярка) Юго-Западной железной дороги.